# ソユーズT-13
ソユーズT-13は、宇宙ステーションサリュート7号への7度目の往来で、映画サリュート7のもとになったミッションである。

## 乗組員
打上げ時：
- ウラジミール・ジャニベコフ(5)
- ヴィクトル・サヴィヌイフ(2)

### 交代要員
- ウラジミール・ジャニベコフ(5)
- ゲオルギー・グレチコ(3)

## ミッションハイライト
ソユーズT-13は、サリュート7号への8度目の往来である。
ジャニベコフはソユーズT-12以来、間を置かずにソユーズに搭乗した。ソユーズT-13では、サリュートへのドッキングが初めて手動で行なわれた。このため、コントロールレバー等に若干の改良がくわえられた。こうして、ビクトール・サビニャクとジャニベコフは、太陽電池の故障で宇宙空間を漂っていたサリュート7号を救出した。サビニャクは169日間滞在し、ソユーズTM-14で地球に帰還した。ジャニベコフは110日間滞在し、ゲオルギー・グレチコとともにソユーズT-13で地球に帰った。軌道を離れる前、ソユーズT-13は、30時間のランデブーとドッキングの試験を行なった。
乗組員の努力によって、歴史上最も印象に残る、宇宙空間での修理作業の1つになった。ソユーズがサリュート7号に近付くと、太陽電池がランダムな方向を向いており、長軸を中心にゆっくり回転している光景が見られた。彼らは手持ちの光波測距儀を用いて距離を測り、外壁が損傷を受けていないことを検査した。ジャニベコフは、移動コンパートメントの耐熱ブランケットは直射日光によって鈍い灰色に変色していたと述べている。ドッキングに際して、乗組員はドッキング部位の電子コネクタから、サリュート7号の電子システムがダウンしていることを知った。彼らはハッチを開ける前に注意深くステーション内の空気を採集し、空気はとても冷たいが呼吸可能であることを確認した。ステーション内の壁や装置は霜に覆われていた。宇宙飛行士達は冬季用の手袋や帽子を身につけてステーション内に入った。最初にするべき仕事は電源を復活させることだった。8つあるバッテリーのうち、全てが止まっており、2つは壊れていた。ジャニベコフは、センサーが故障したために太陽電池が正しい方向を向かず、バッテリーがチャージされないのだと考えた。その結果、サリュート7号の電源はすぐに尽き、全てのシステムが停止して、無線通信も途切れたのだと考えられた。彼らはソユーズT-13で押して、サリュート7号を太陽の方向に向け直して電源をチャージした。6月10日、暖房が復活した。彼らはそれまで、ソユーズT-13の空気調整システムを使っていた。6月13日には高度制御システムの正常な再動作に成功し、これは補給船プログレス補給船がドッキングできるようになったことを意味した。水が機器に入るのを防ぐために、壁ヒーターを用いて1日で霜を融かし、7月末には通常の湿度に戻った。ステーションの水タンクは6月末には融けたが、凍結によってヒーターが壊れたため、強力なテレビの光源を使って水が温められた。